# Bürgergasse (Wien)
Die Bürgergasse befindet sich im 10. Wiener Gemeindebezirk, Favoriten. Sie wurde 1872 nach dem deutschen Dichter Gottfried August Bürger benannt.

## Verlauf und Charakteristik
Die Bürgergasse ist eine relativ kurze Gasse mit 24 Hausnummern, die sich vom Reumannplatz nach Südosten bis zur Kennergasse erstreckt. Sie wird ausschließlich von Wohnhäusern gesäumt, von denen vor allem im südlichen Bereich mehrere große Gemeindebauten Beachtung verdienen. Die Bürgergasse liegt in der Mitte zwischen der Favoritenstraße und der Laaer-Berg-Straße. Auf ihr verkehren keine öffentlichen Verkehrsmittel.

## Bauwerke

### Nr. 10: Städtisches Wohnhaus
Ursprünglich befand sich an der Stelle der Nr. 8–10 ein Haus, das dem k. k. Hoflieferanten Adolf Bojko gehörte und das spätere „Gemeindehaus“ beherbergte. Im Zweiten Weltkrieg wurde es, ebenso wie die Nachbargebäude, zerstört. Die heutige schmucklose städtische Wohnhausanlage entstand 1963–1964 nach Plänen von Edith Lessel. Im Hof befinden sich zwei als Naturdenkmal ausgewiesene Holunder.

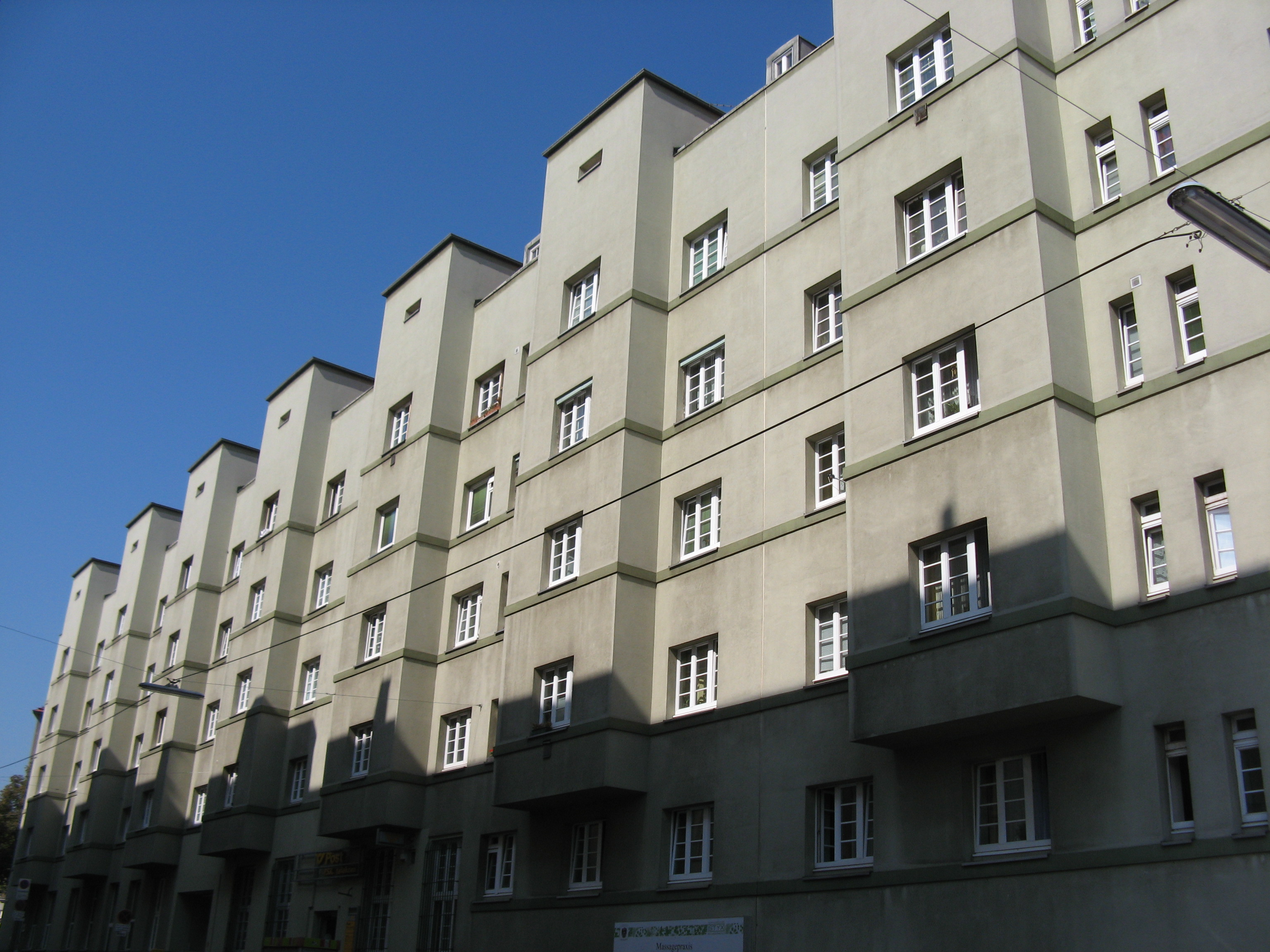
Städtische Wohnhausanlage Bürgergasse 17–19

### Nr. 17–19: Städtische Wohnhausanlage
Diese kommunale Wohnhausanlage in Hofrandverbauung wurde in den Jahren 1926/27 von dem Architekten Oskar Wlach errichtet. Sie erstreckt sich zwischen Bürgergasse, Gellertgasse und Laaer-Berg-Straße und weist interessante Erkerfolgen auf. Der Bau steht unter Denkmalschutz.

### Nr. 21–23: Städtische Wohnhausanlage
Vom gleichen Architekten Oskar Wlach wurde auch diese Wohnhausanlage in den Jahren 1933–35 erbaut. Ihre Gestaltung ist aber bereits mehr sachlich-zurückhaltender als die frühere Anlage Nummer 17–19 und steht Josef Frank nahe. Der Häuserblock liegt zwischen Bürgergasse, Kennergasse, Laaer-Berg-Straße und Gellertgasse. Die Anlage steht unter Denkmalschutz.

### Nr. 22: Städtische Wohnhausanlage
Die Wohnhausanlage wurde 1925 vom Architekten Heinrich Ried im Heimatstil errichtet. Besonders gestaltet wurde der Eingangsbereich mit Putten und zwei Taubenpaaren auf Säulenstümpfen zu beiden Seiten des Eingangs. Der reich gegliederte Hof fällt auch durch die Gestaltung der Fenster auf. Die Wohnhausanlage steht unter Denkmalschutz.

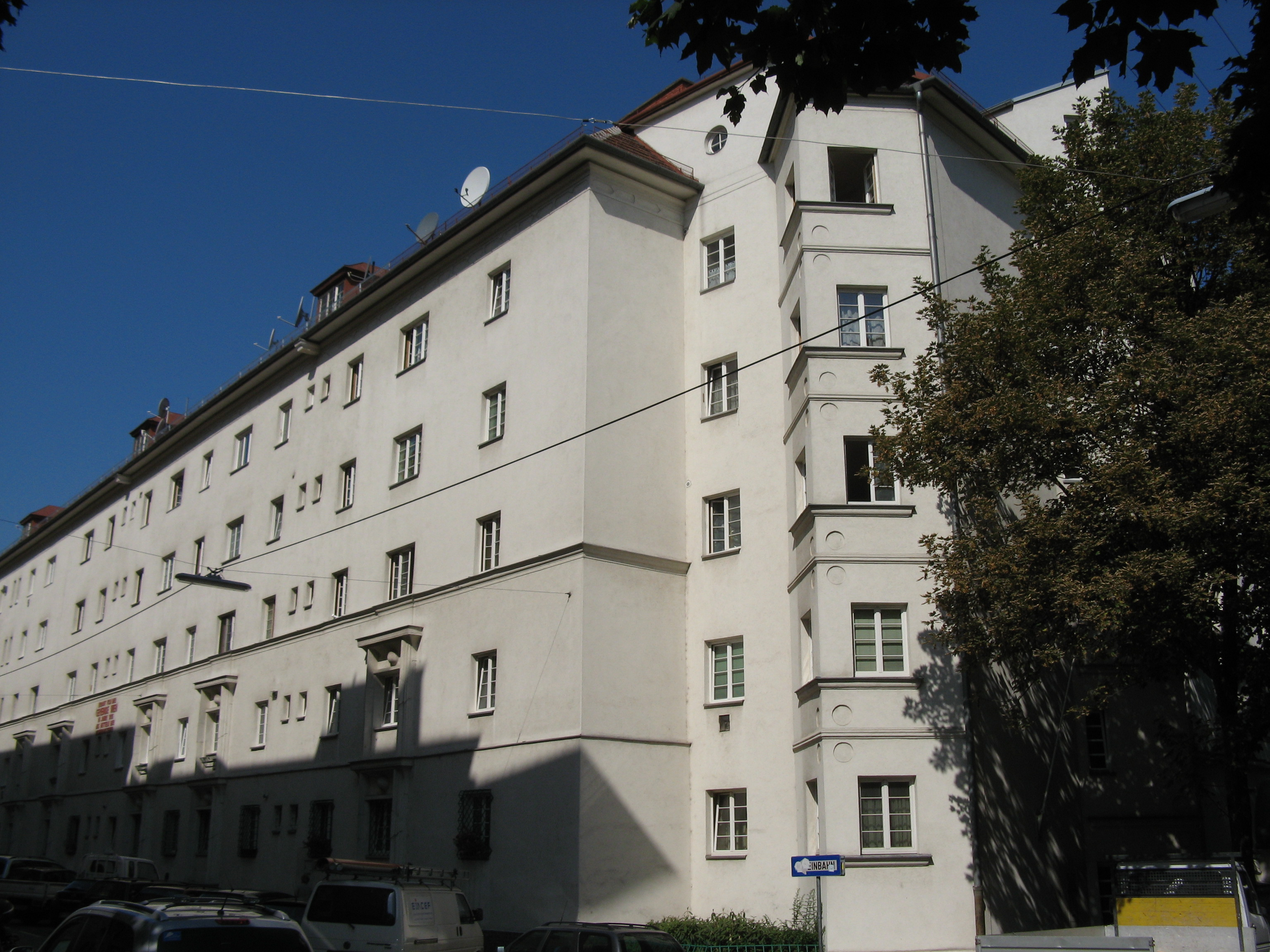
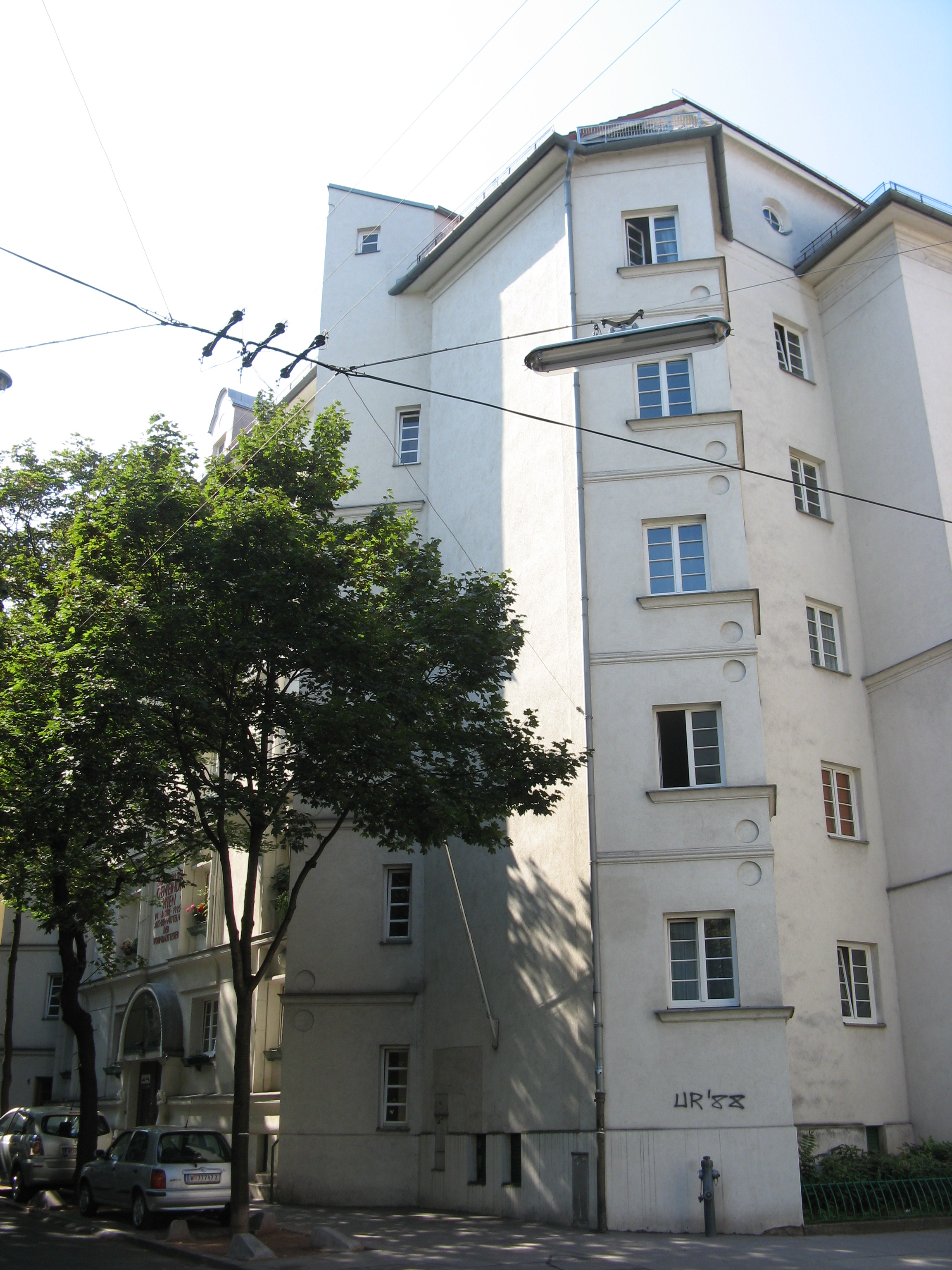
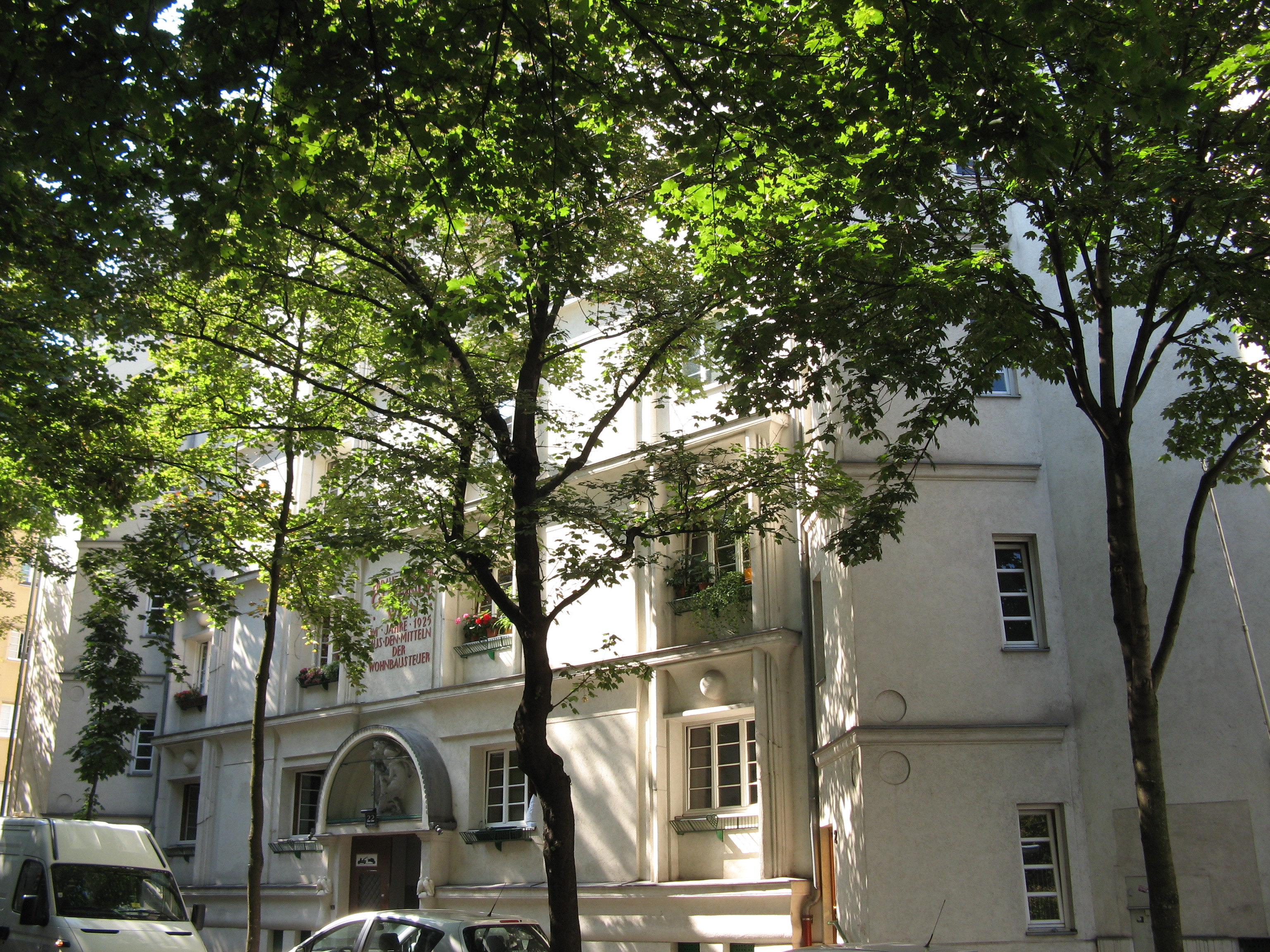
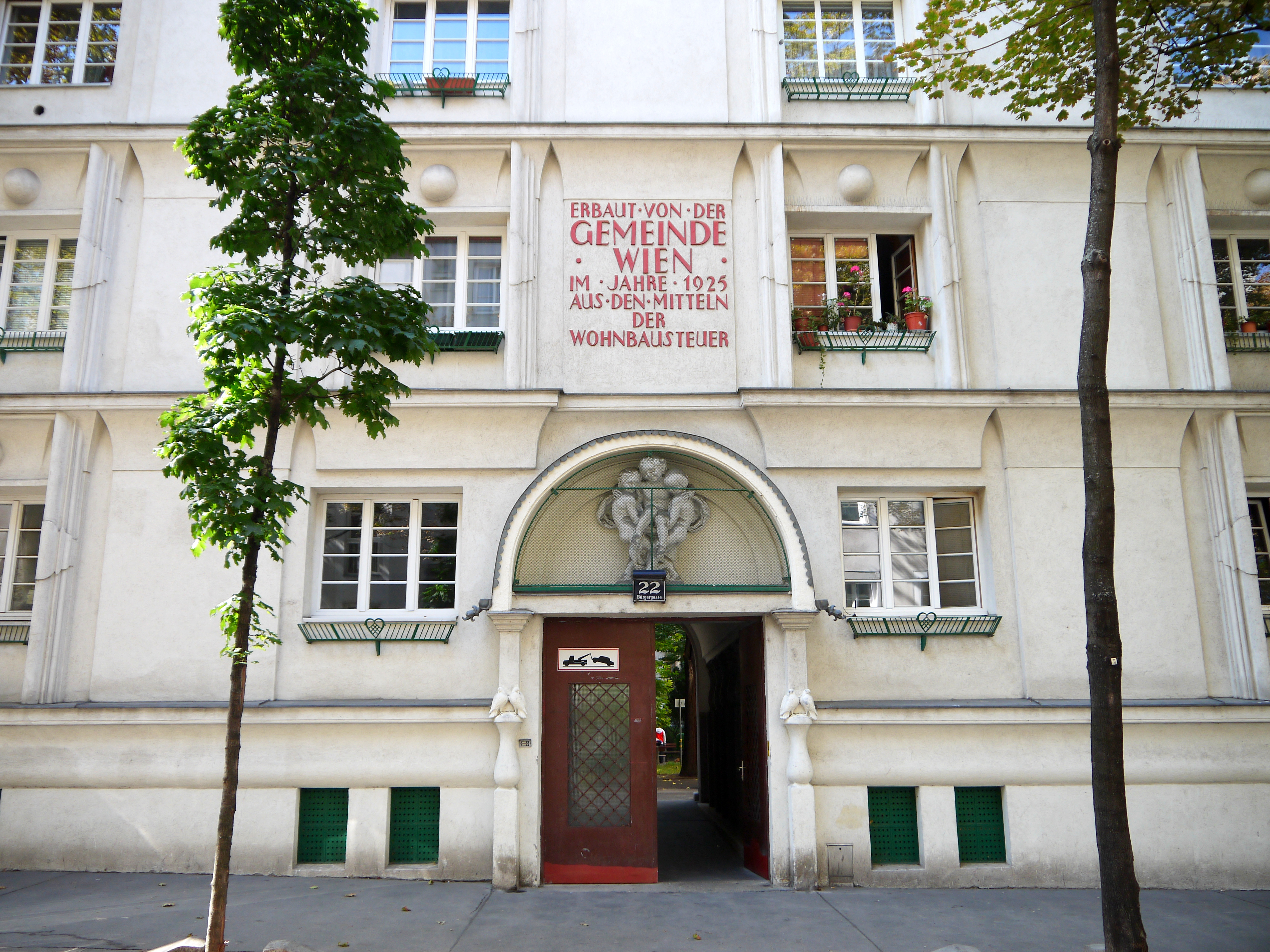
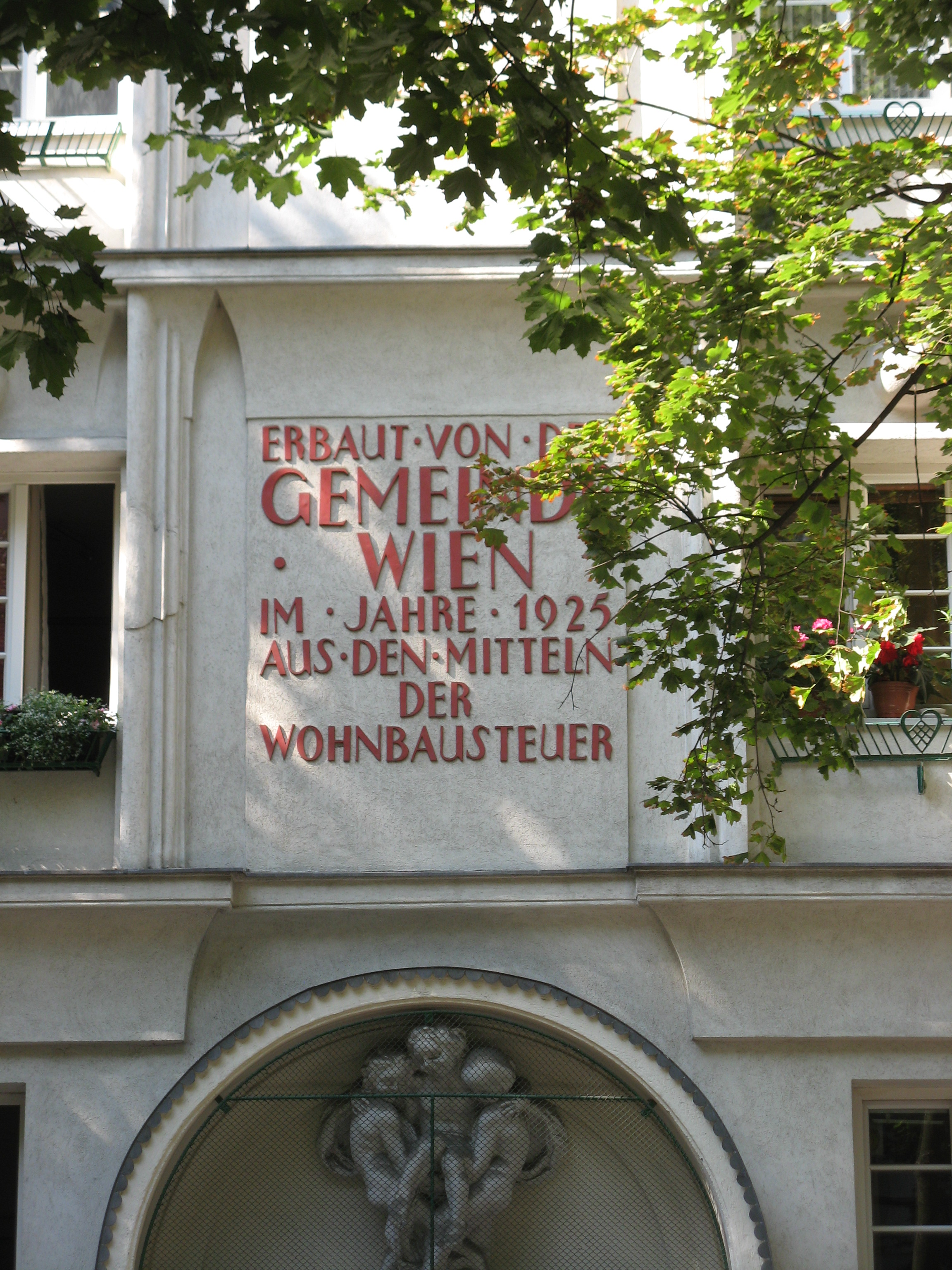
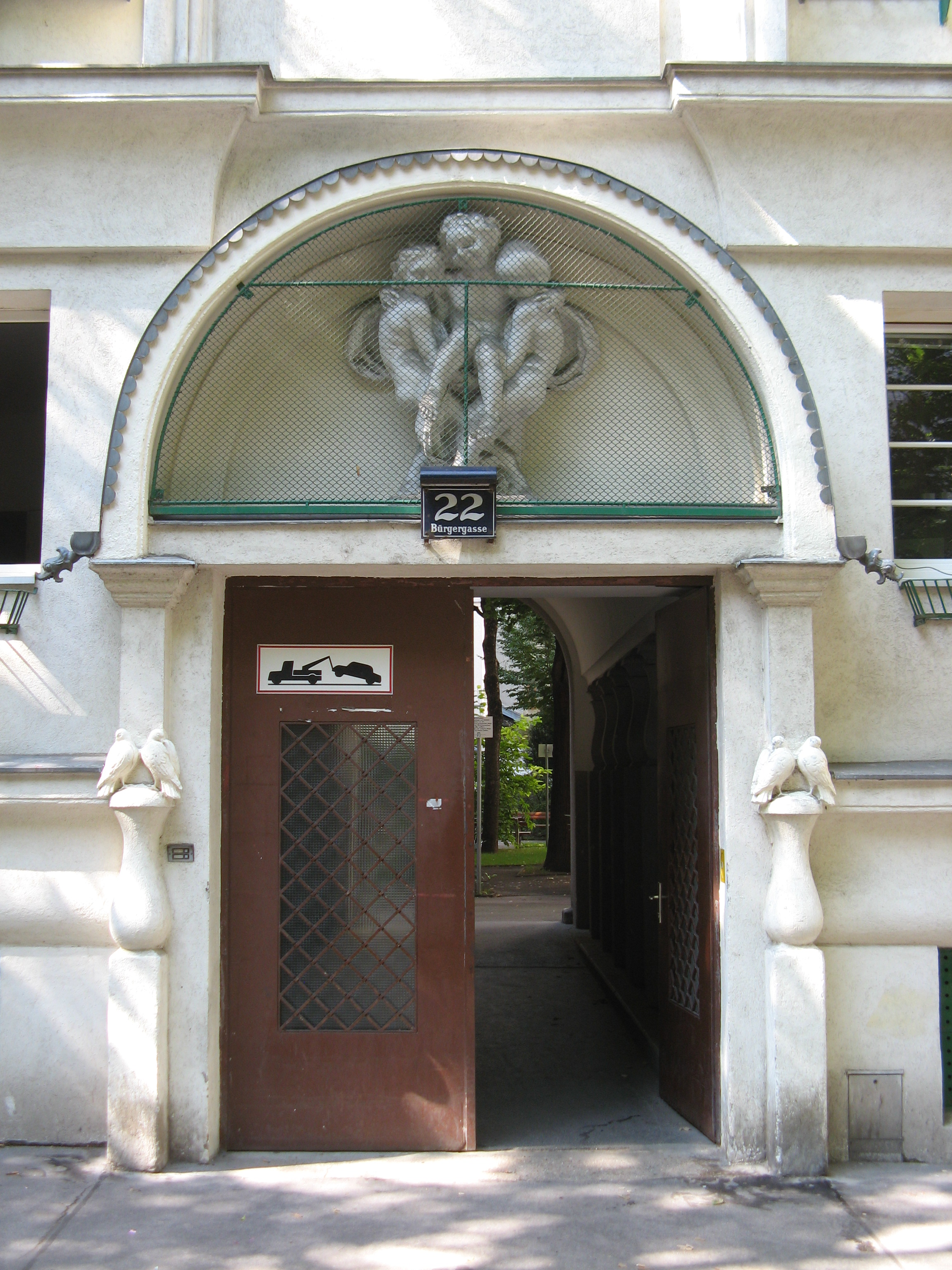
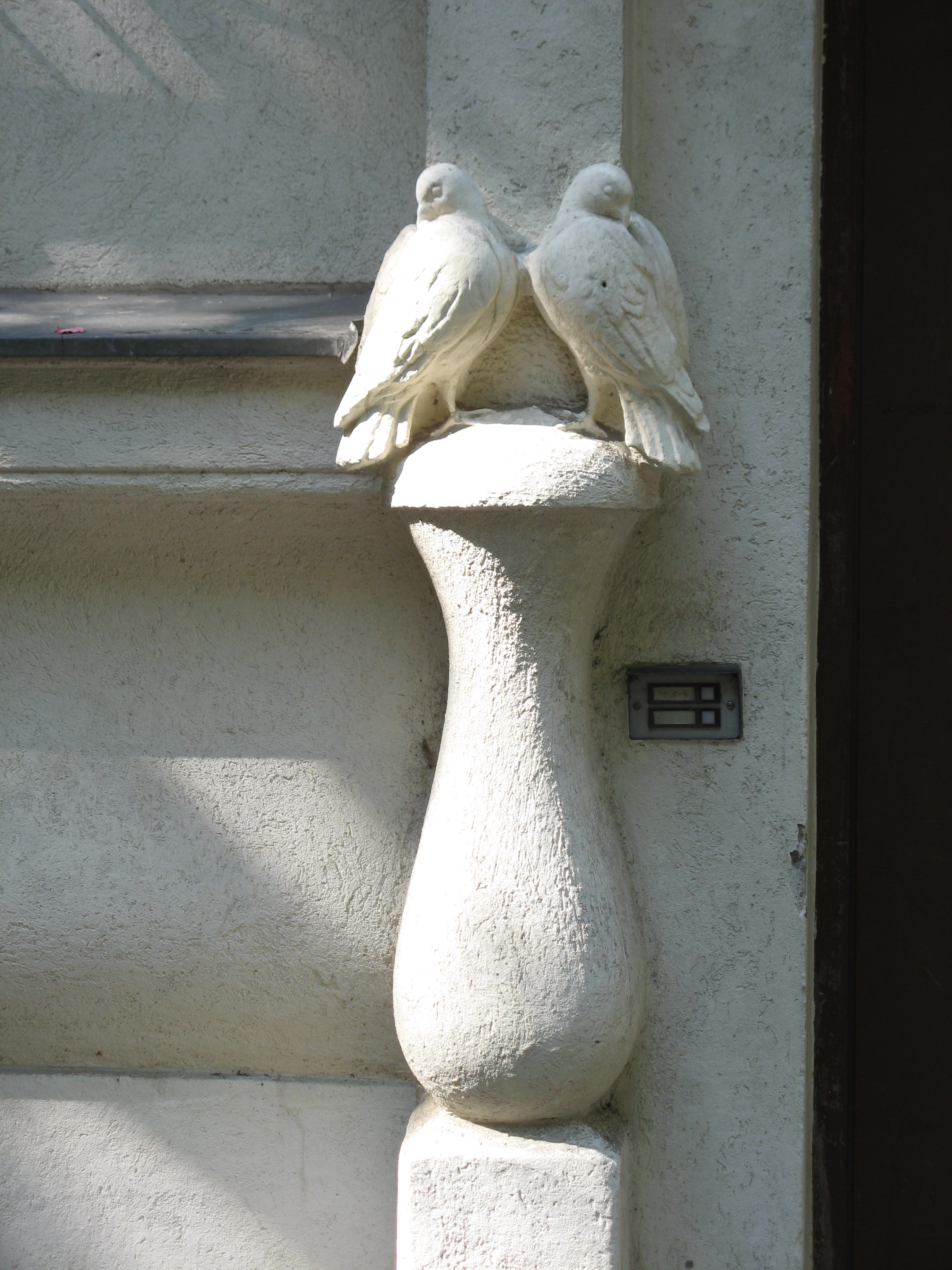
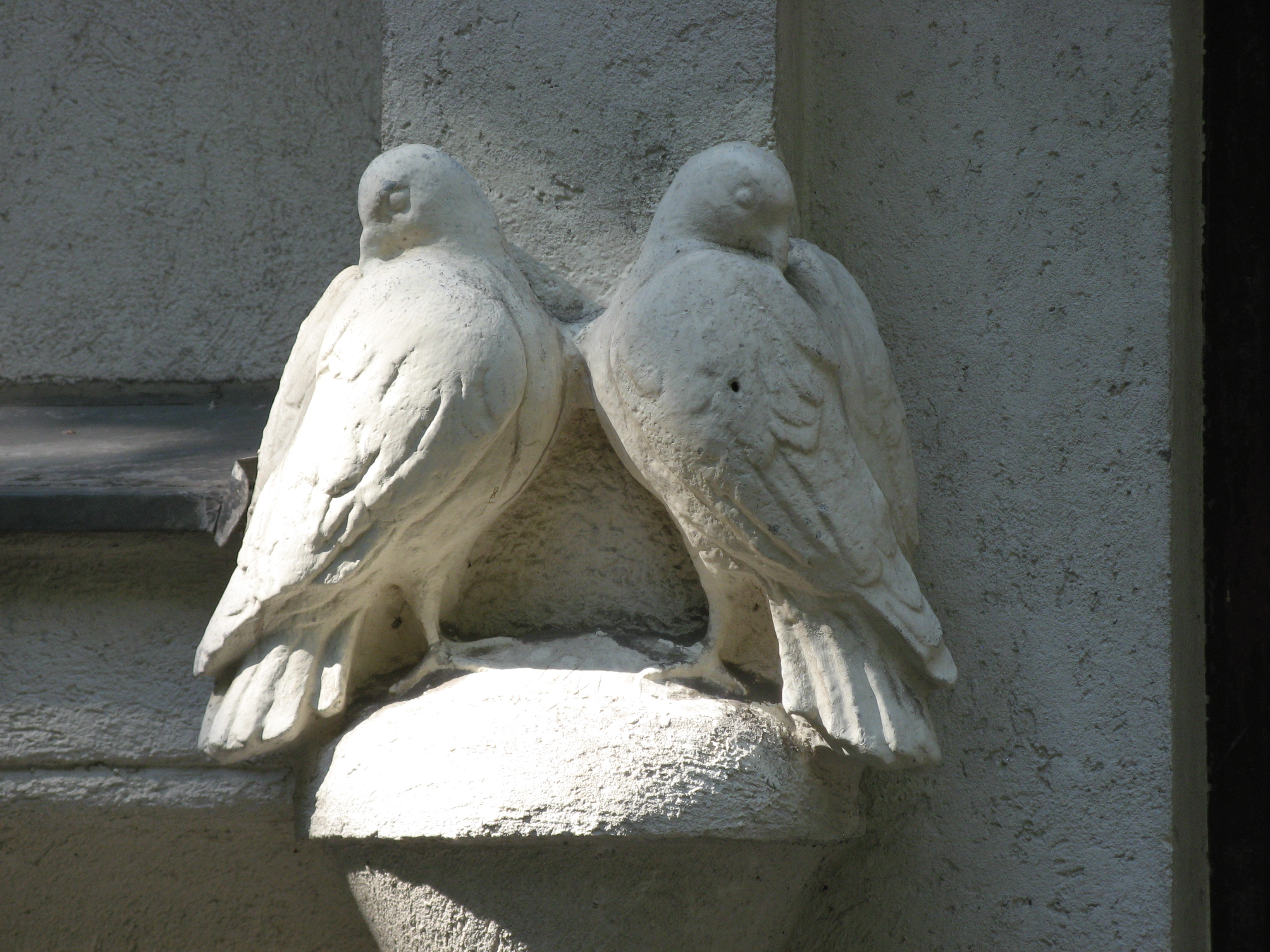
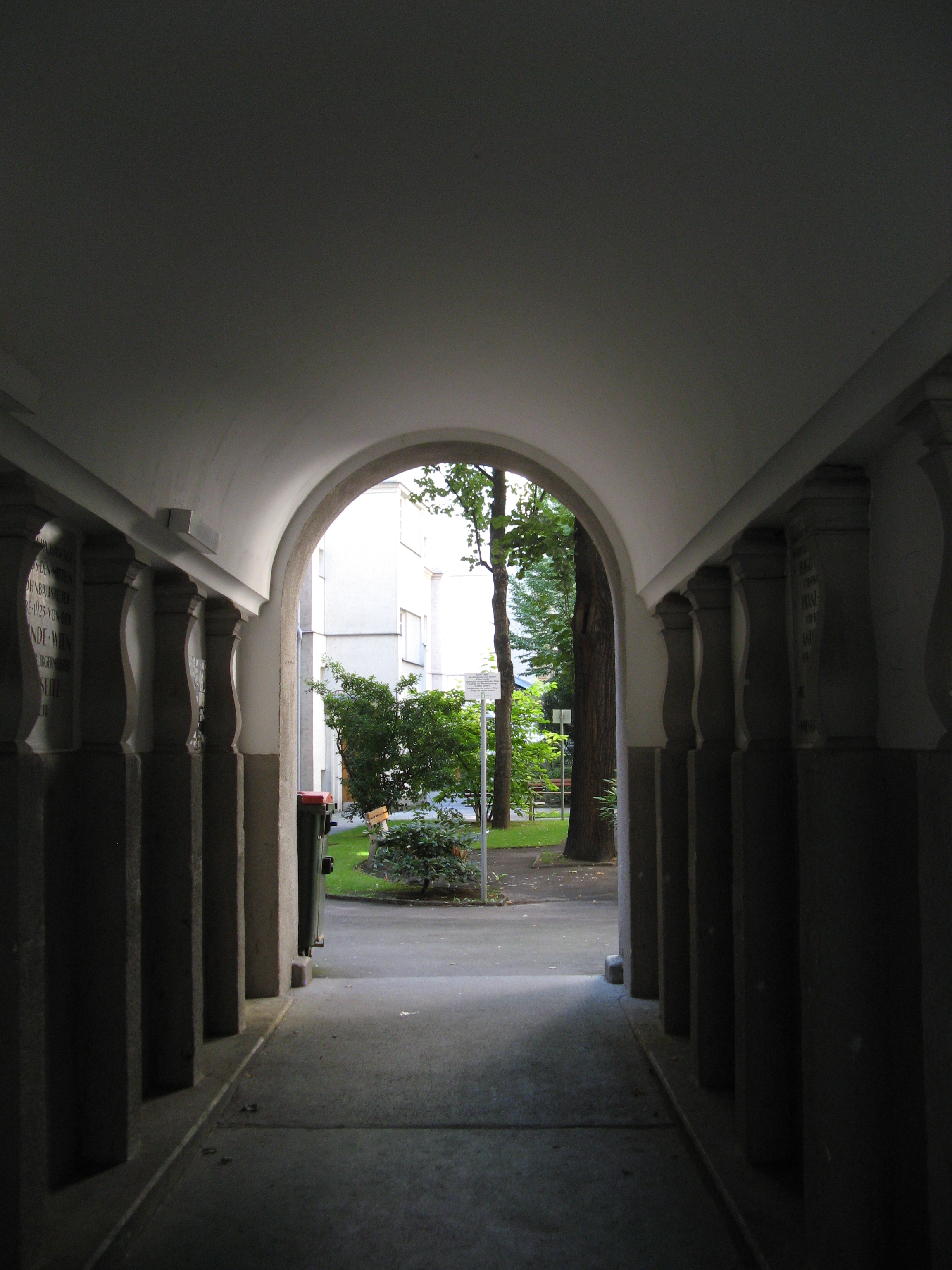
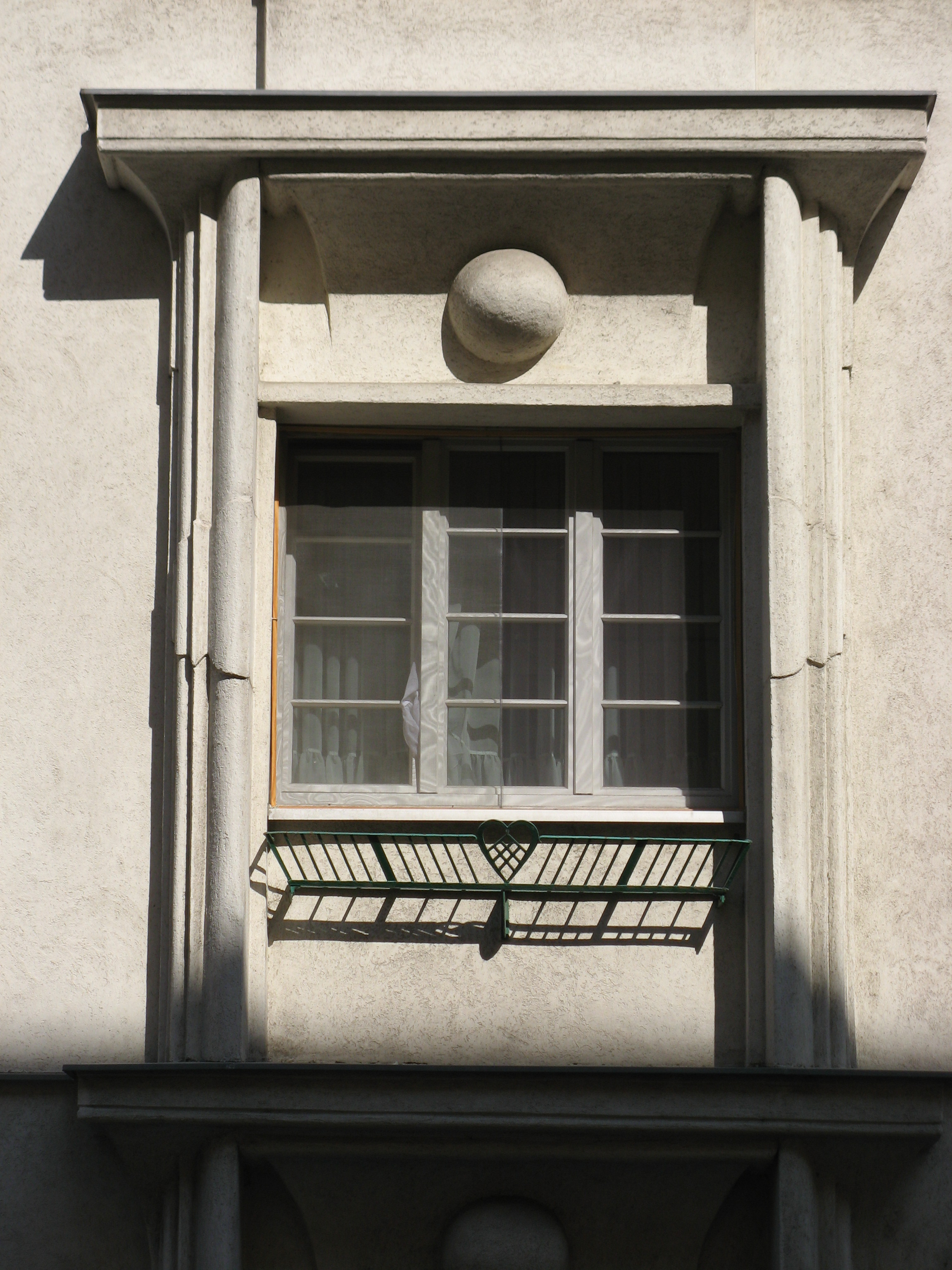

### Nr. 24: Städtische Wohnhausanlage
Die Wohnhausanlage, deren Haupteingang an der Kennergasse liegt, wurde 1924/1925 von den Architekten Josef Hofbauer und Wilhelm Baumgarten errichtet. Die sparsame Verwendung von Sichtziegeln setzt interessante Akzente. Über dem Tor befindet sich ein Relief Städtebauer von Otto Hofner. Der Bau liegt zwischen Kennergasse, Bürgergasse und Staudiglgasse.

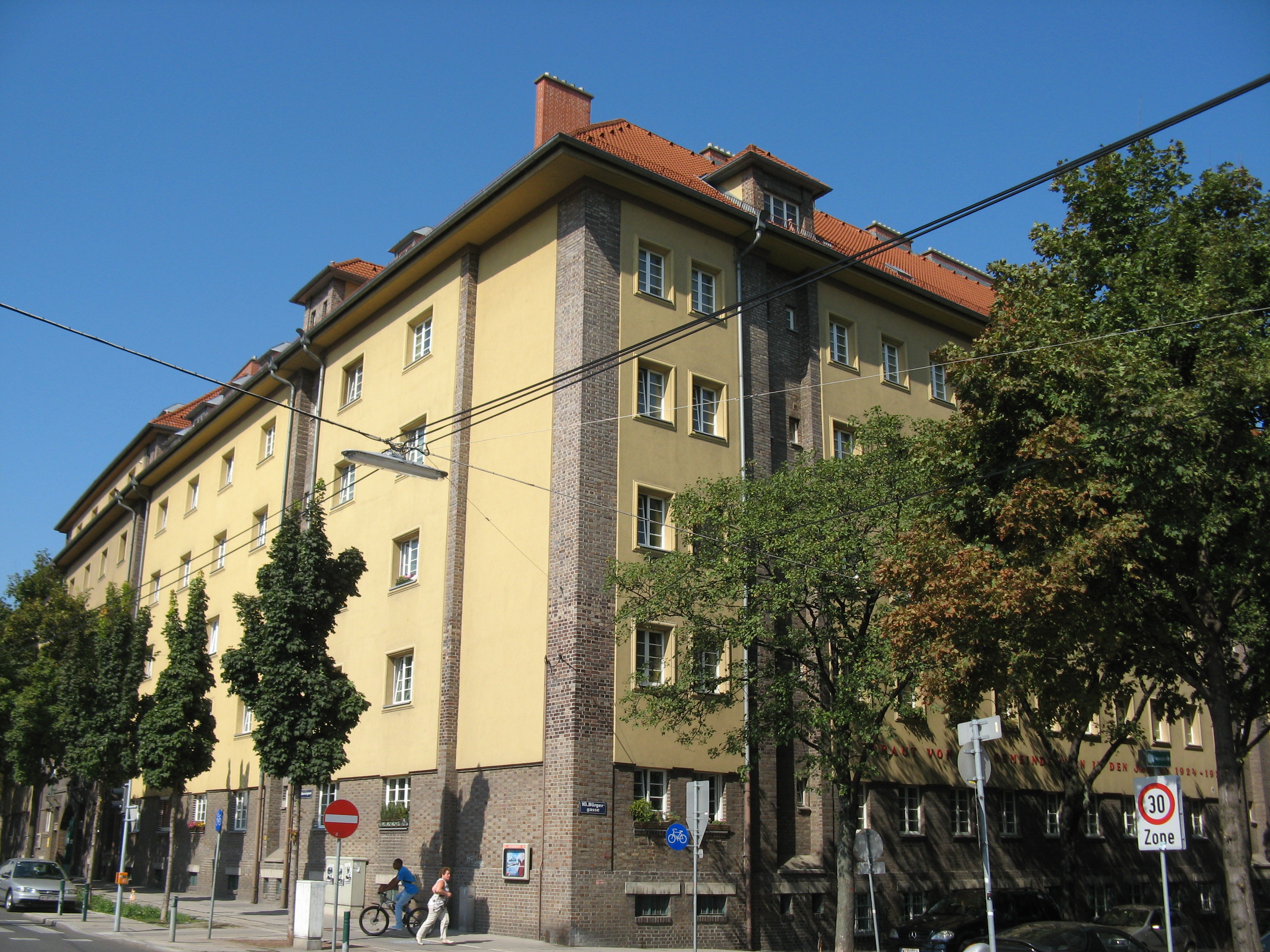
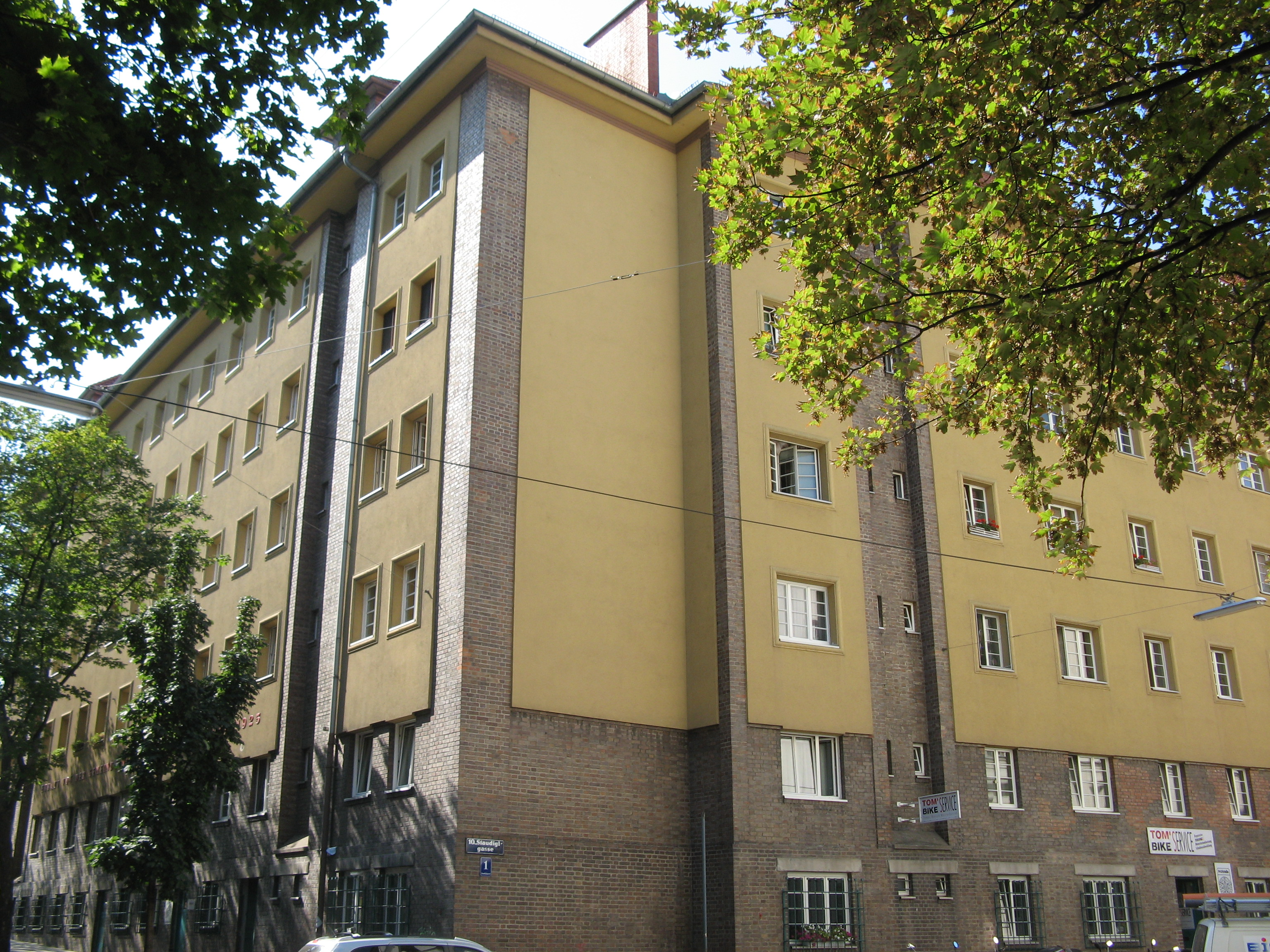
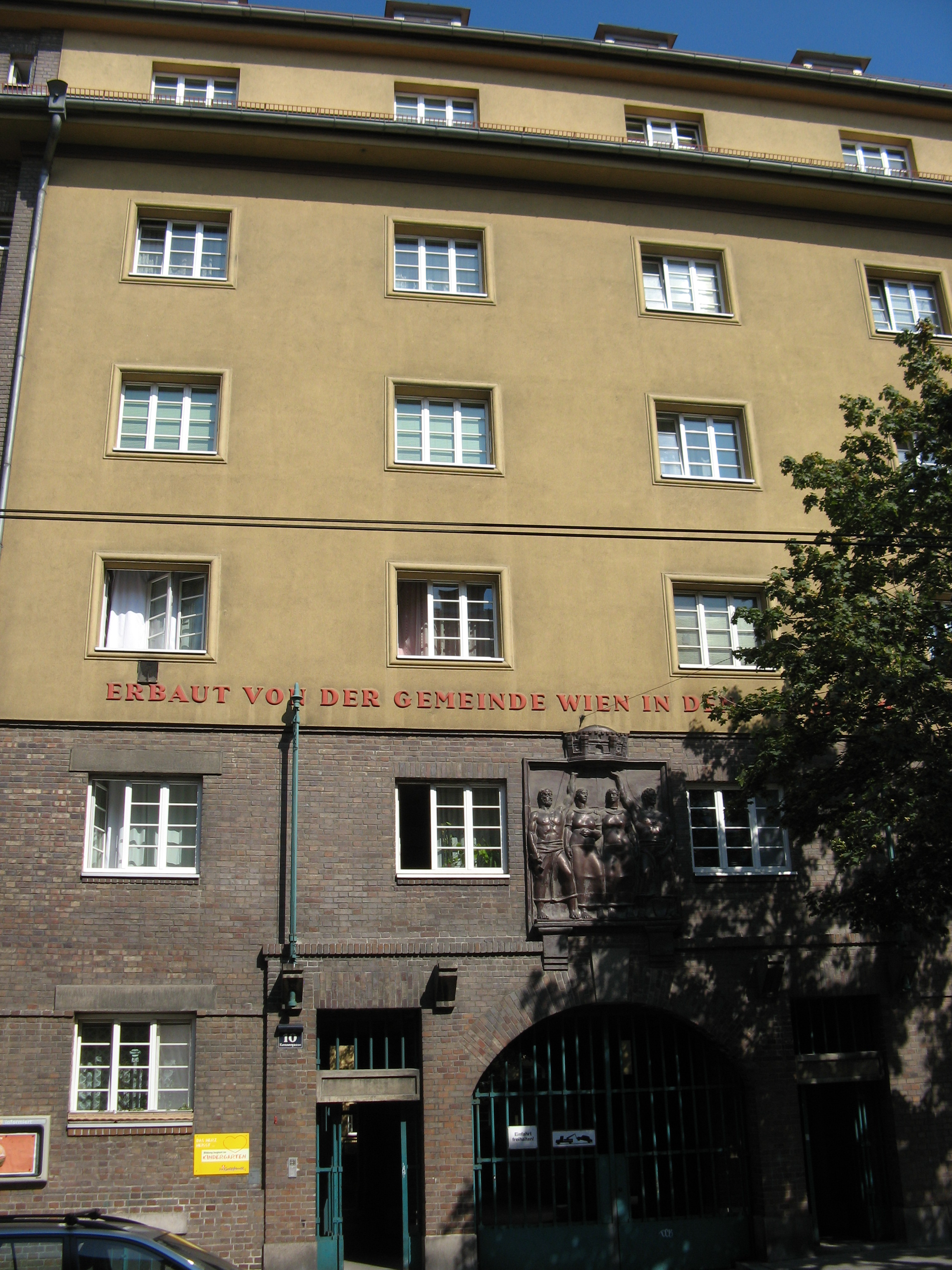
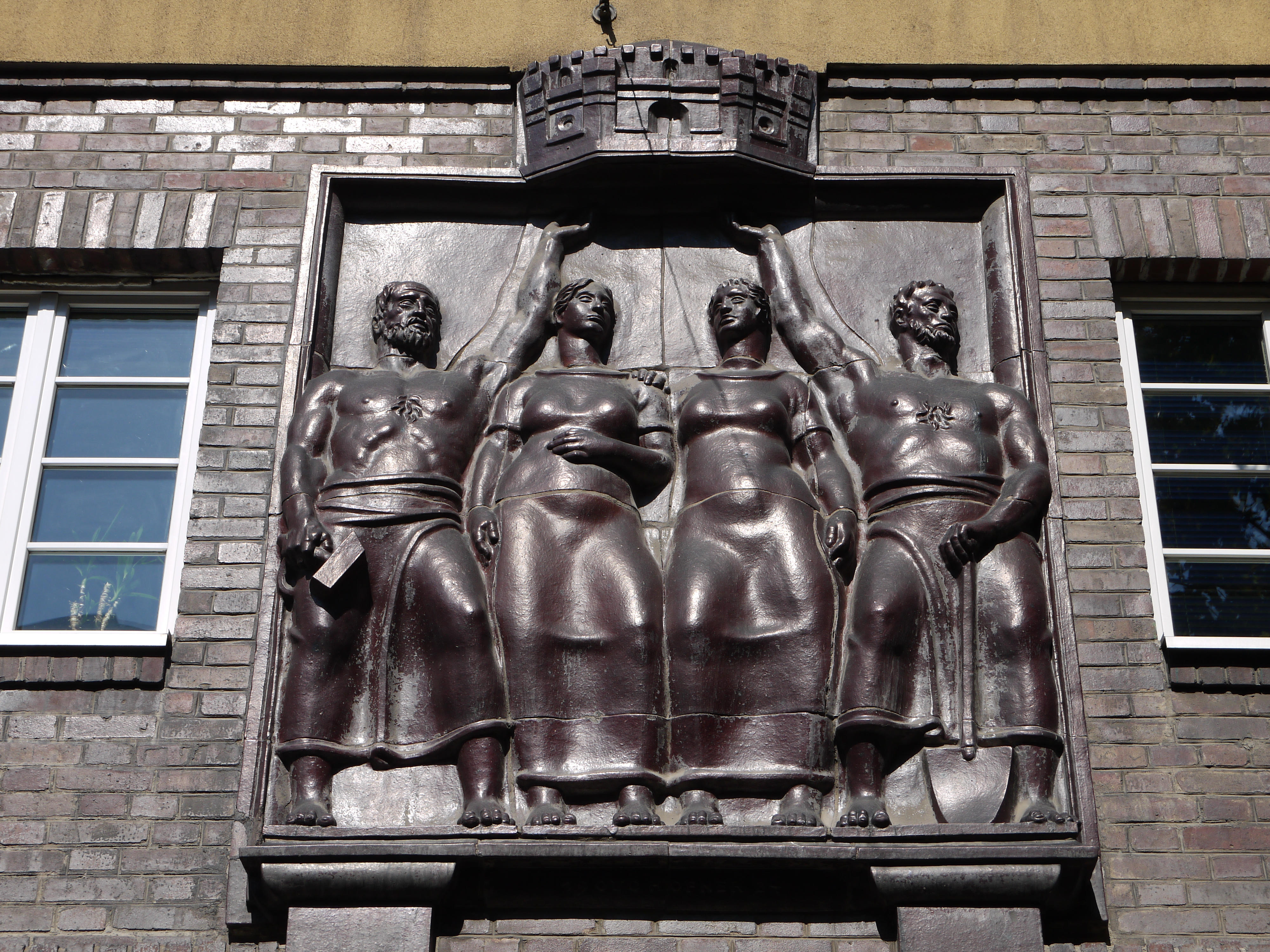